# Muhlenbergia lucida
Muhlenbergia lucida är en gräsart som beskrevs av Jason Richard Swallen. Muhlenbergia lucida ingår i släktet muhlygräs, och familjen gräs. Inga underarter finns listade i Catalogue of Life.